# Fort Dearborn

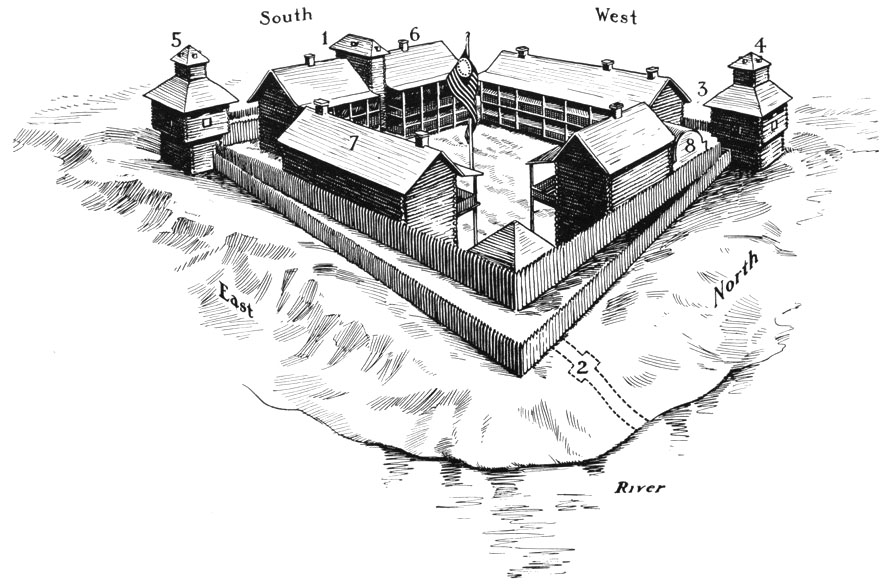
Vista a volo d'uccello del primo Fort Dearborn.

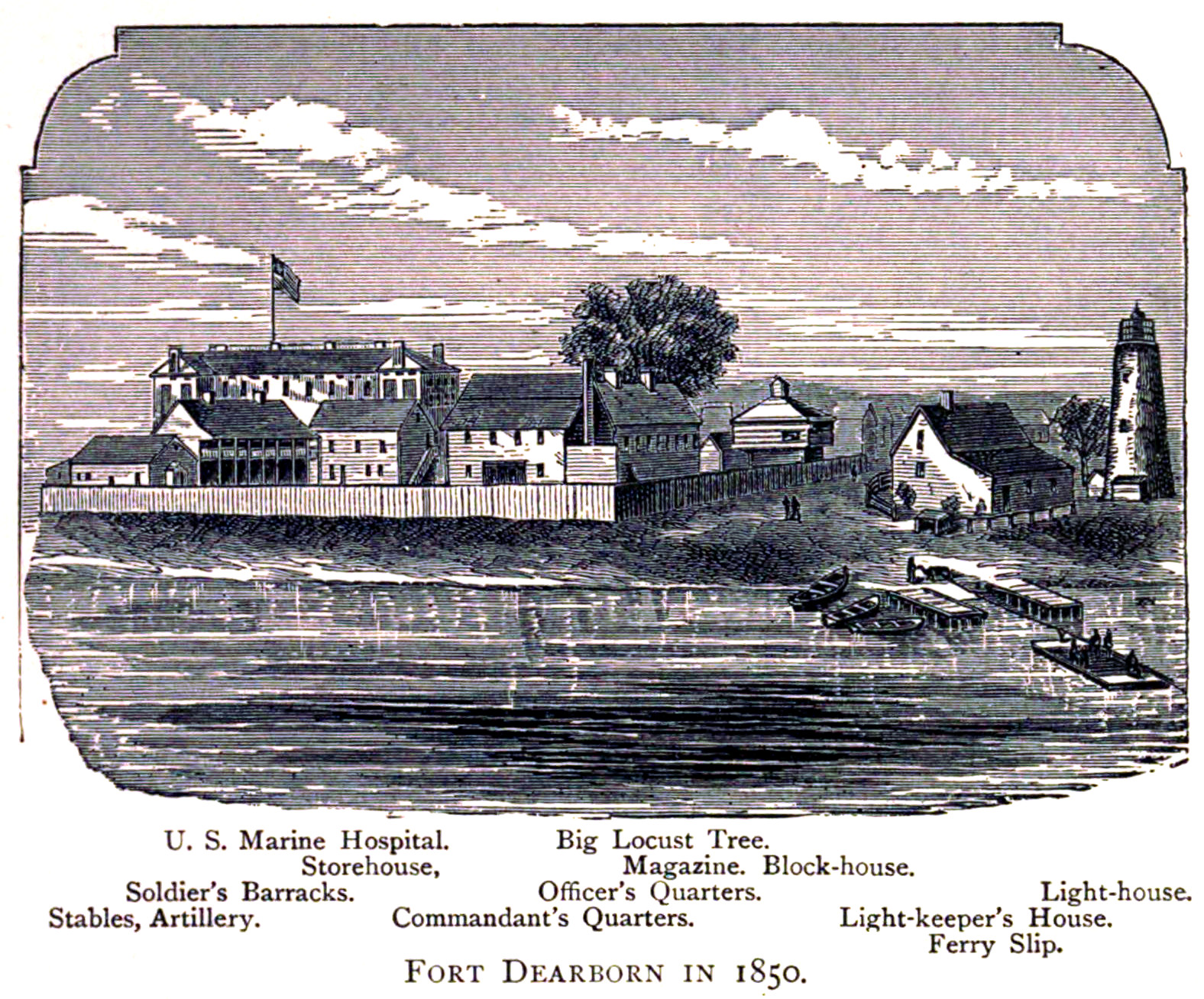
Fort Dearborn nel 1850.

Fort Dearborn era un forte americano chiamato in onore di Henry Dearborn e costruito nel 1803 a sud della foce del fiume Chicago, nell'attuale sito della città di Chicago. Fort Dearborn è ora un punto di riferimento di Chicago e fa parte del Michigan–Wacker Historic District.

## Storia
Con il Trattato di Greenville (1795), gli amerindi dovettero arrendersi alle terre vicino all'estuario del fiume Chicago. Nel 1803, l'acquisto degli immensi territori della Louisiana francese da parte degli Stati Uniti rafforzò l'importanza strategica del luogo. Nello stesso anno, il Capitano John Whistler arrivò sul sito con l'intenzione di erigere un forte. Quest'ultimo sarà al comando fino al 1810, quando fu sostituito dal Capitano Nathan Heald. L'edificio è completato intorno al 1808 e accoglie le famiglie dei soldati americani. Si sviluppò rapidamente a sud del forte un villaggio, dove vivevano commercianti e artigiani.
Durante la guerra del 1812 tra gli Stati Uniti e la Gran Bretagna, il generale americano William Hull ordinò che Fort Dearborn fosse abbandonata ad agosto a beneficio degli inglesi. Ma le truppe americane, quando evacuarono il forte, furono massacrate dagli indiani Potawatomi, che lo incendiarono. Terminata la guerra, nel 1816 fu costruito un nuovo forte, circondato da una doppia palizzata in legno. Ha protetto la popolazione durante la guerra di Falco Nero nel 1832. Fu in parte demolita per la costruzione di un canale sul fiume Chicago nel 1832. Intorno al 1840 fu abbandonata dai militari e non resistette agli incendi del 1857 e 1871.
Un francobollo del 1833 raffigura il forte, la cui posizione è indicata oggi da una targa commemorativa (angolo di Michigan Avenue e Wacker Drive). Alcuni resti del forte possono essere visti nel Museo storico di Chicago (Chicago Historical Society).